# North Leeward Predators
North Leeward Predators, antes conocido como Fitz Hughes Predators, es un equipo de fútbol de San Vicente y las Granadinas que juega en la SVGFF Premier Division, la máxima categoría de fútbol en el país.

## Historia
El equipo ha tenido actuaciones destacables los últimos años, comenzando con el título de la SVGFF First Division en 2017, quedando en primer lugar de su grupo invicto y posteriormente avanzando en las rondas eliminatorias. En la final disputada en el Chili Playing Field, en Georgetown, San Vicente y las Granadinas, venció a Largo Height con un marcador de 1-1 (6-5 en ronda de penaltis) ganando el trofeo y el ascenso a la SVGFF Premier Division. Posteriormente, en las temporadas 2018-19 y 2019-20 quedaría como subcampeón de la primera división.
Su primer título de la SVGFF Premier Division, la máxima división, llegó el 11 de mayo de 2025 donde quedaron primer lugar de la tabla después de una temporada disputada contra Hope International FC.

## Palmarés
| Competicion                | Títulos | Subcampeonatos   |
| -------------------------- | ------- | ---------------- |
| SVGFF Premier Division (1) | 2024-25 | 2018-19, 2019-20 |
| SVGFF First Division (1)   | 2017    |                  |